# Otto Stegmüller
Otto Stegmüller (* 2. April 1906 in Wintersdorf, Rastatt; † 9. Februar 1970 in Freiburg im Breisgau) war ein deutscher Priester und Professor für Apologetik (später: Fundamentaltheologie), Religionswissenschaft und Religionsgeschichte.

## Leben
Am Rastatter Konvikt, dessen Leiter er später wurde, hat er 1925 sein Abitur abgelegt und anschließend Theologie in Freiburg im Breisgau und Münster studiert. Nach seiner Primiz im Jahre 1930 wirkte er zunächst in Triberg und in Mannheim als Kaplan.
Bereits 1930 begann er die wissenschaftliche Laufbahn in Freiburg im Breisgau. Seiner Neigung zur klassischen Philologie (Sprachwissenschaft) entsprechend, begann Otto Stegmüller, neben seiner Tätigkeit als Präfekt in Freiburg im Breisgau, Latein, Griechisch und Papyruskunde zu studieren. Diese Studien führten ihn von 1934 bis 1938 nach Berlin, wo er diese 1938 an der damaligen Humboldt-Universität mit der Promotion zum Dr. phil. abschloss. In Anerkennung seiner ausgezeichneten Kenntnisse der Papyruskunde erteilte ihm die Generalversammlung der Berliner Staatlichen Museen den Auftrag, die in Berlin liegenden christlichen Papyri zu edieren (herausgeben). Nach seiner Rückkehr aus Berlin wurde Otto Stegmüller erneut Präfekt am Konvikt in Freiburg. Während dieser Zeit widmete er sich intensiven Studien zum Hellenismus und zur Patrologie, deren Abschluss die Promotion zum Dr. theol. in Freiburg 1941 bildete. Als Otto Stegmüller 1942 als Rektor des Konvikts nach Rastatt kam, war dieses als Lazarett zweckentfremdet. Als später die Gymnasien wieder aufgenommen werden konnten, half er selbst mit, das ramponierte Gebäude wieder instand zu setzen und für die Jugend in jenen Hungertagen Nahrungsmittel herbeizuschaffen. Bis 1947 war er Rektor des Konvikts in Rastatt. Nach seiner Habilitation 1949 folgten Jahre der Tätigkeit als Subregens und Professor am Priesterseminar in St. Peter und ab 7. Juni 1959 als Dozent an der Theologischen Fakultät der Albert-Ludwigs-Universität Freiburg. 1954 wurde Otto Stegmüller zum ordentlichen Professor für Apologetik (Glaubensbegründung und Verteidigung des Christentums; das Fach heißt heute Fundamentaltheologie) und Religionswissenschaft ernannt. Ab 1962 war er Inhaber des neu errichteten Lehrstuhls für Religionsgeschichte, des einzigen dieser Art an einer katholisch-theologischen Fakultät in Deutschland.
Damit war seine Tätigkeit keineswegs auf die christliche Religionsgeschichte beschränkt. Er erforschte religiöse Verhaltensweisen der Völker, wie die des Buddhismus, des Hinduismus, des Konfuzianismus. Seine wissenschaftlichen Beiträge auf diesem Gebiet fanden in der ganzen wissenschaftlichen Welt hohe Anerkennung. Viele Jahre galt sein Forschen der zentralen Frage: Was ist Religion und was ist religiös? Dabei erkannte Otto Stegmüller Wert und Bedeutung der nicht christlichen Religionen schon lange bevor das Zweite Vatikanische Konzil in seiner „Erklärung über die nichtchristlichen Religionen“ zu ähnlichen Aussagen fand. Mit großer geistiger Freiheit und Weite des Denkens, fundiert durch präzise, reiche Kenntnisse, erschloss er seinen Schülern Größe und Eigenart der verschiedenen Religionen und warb um echtes Verständnis für uns bisweilen fremde Denkweisen und Vorstellungen. Dabei leitete ihn, neben hervorragendem Fachwissen, ein ihm eigenes Einfühlungsvermögen, das ihm untrüglich den wahren Gedankenansatz so verschiedener Religionen offenbarte. Trotz seinem äußerst vielfältigen, detaillierten Wissen, das alle, die ihn kannten, bewundernd schätzten, war Professor Stegmüller ein sehr bescheidener, stets hilfsbereiter und gütiger Mann. Seine Großzügigkeit und Güte durften vor allem diejenigen erfahren, die mit ihm im Seminar zusammenarbeiteten. Trotz seiner wissenschaftlichen Tätigkeit blieb Otto Stegmüller ein Sohn seiner Heimatgemeinde. Er starb nach längerer Krankheit im Alter von 64 Jahren. Neben den vielen Bewohnern seiner Heimatgemeinde zeigten auch viele Universitätskollegen und nicht zuletzt der Erzbischof von Freiburg, Hermann Josef Schäufele, ihre Wertschätzung des Menschen Otto Stegmüller beim Begräbnis in seiner Heimatgemeinde Wintersdorf.

## Werke
- Berliner Septuagintafragmente. Weidmann,  Berlin 1939.
- Fragmente frühchristlicher Poesie zum Epiphaniefestkreis. Dissertation, Freiburg im Breisgau 1944.